# 死の戦車
『死の戦車』（しのせんしゃ、フランス語: Le Char de la Mort）は1848年 - 1851年、フランス、ロマン主義派の画家・版画家テオフィル・シューラーによる油彩画。この絵画は世界的に有名な「イーゼンハイム祭壇画」を含めて、最も象徴的なもののひとつと見なされている。この作品は1862年に作者自身によって現収蔵先であるコルマールのウンターリンデン美術館に寄贈された。在庫番号は88.RP.454である。現在、この作品のドローイングがストラスブールにある博物館「カビネ・デ・エスタンプ・エ・デ・デッサン」に収蔵されている。

## 内容
この作品は、当時27歳のシューラーが1848年の革命、特にパリで目撃した1848年のフランス革命から受けた印象をもとに、故郷のストラスブールで描き始められた。彼は1851年までこの作品に取り組み、その間、反革命者の反発を目の当たりにし、彼は1848年に起きた激動と混乱に対する人々の苦悩と悲しみの証人となった。
『死の戦車』は、中世と初期ルネサンスの「死の舞踏」、とくにハンス・ホルバインに触発されている。この絵画は古典的な描写で、教皇、王、若い母親（画家の妹をモデルとした）、愚者、詩人、病気の男、弁護士、殺人者、ネイティブ・アメリカン、アラブ人、若き日のナポレオンなど、あらゆる年齢の、あらゆる人生をたどった人々を示している。死に連れ去られるピラミッド状の構図の頂点に位置している芸術家（ダンテとシューラーの自画像）と、シューラーが共感を寄せるフランスの革命家に重点が置かれている。
この絵画でシューラーは死神を描いている。一人は画面の中心にいる死の天使。黒髪と黒い翼を持つ、若くて美しいが冷たい顔の女性で、鑑賞者を直視しながら戦車を運転する。もう一人は画面の右下隅にいる死衣をまとった骸骨で、右手で死刑執行人をつかみ、左手で放浪ユダヤ人（一般的な反ユダヤ主義の比喩的表現）を激しく追い払っている。放浪ユダヤ人の右下から始まる対角線の反対側には道端の十字架があるが、戦車の運転に支障をきたさない。このように、シューラーは死の問題を提起し、それに対して宗教が答えを提供できないことをほのめかしている。

## 部分図

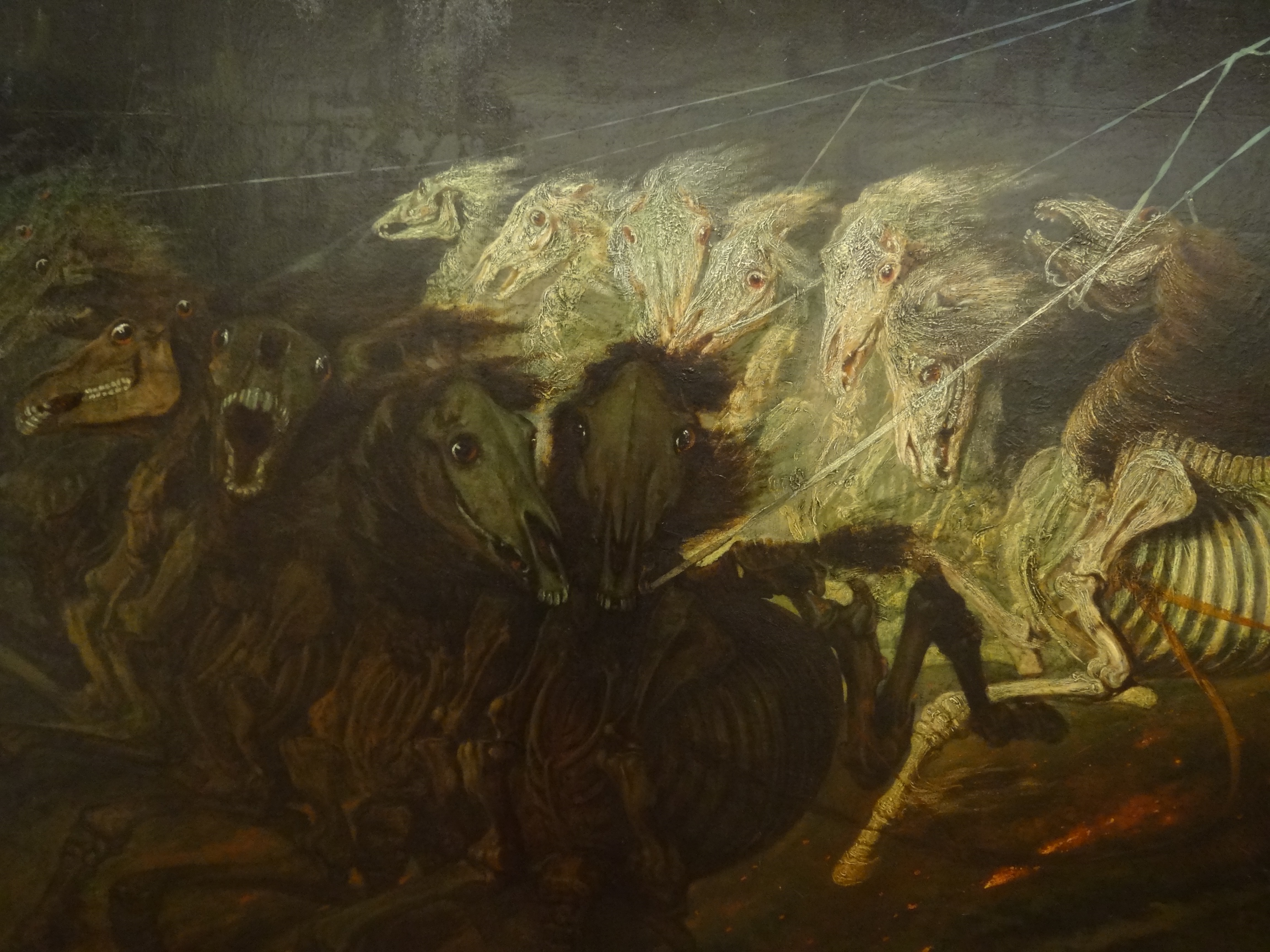
死の馬
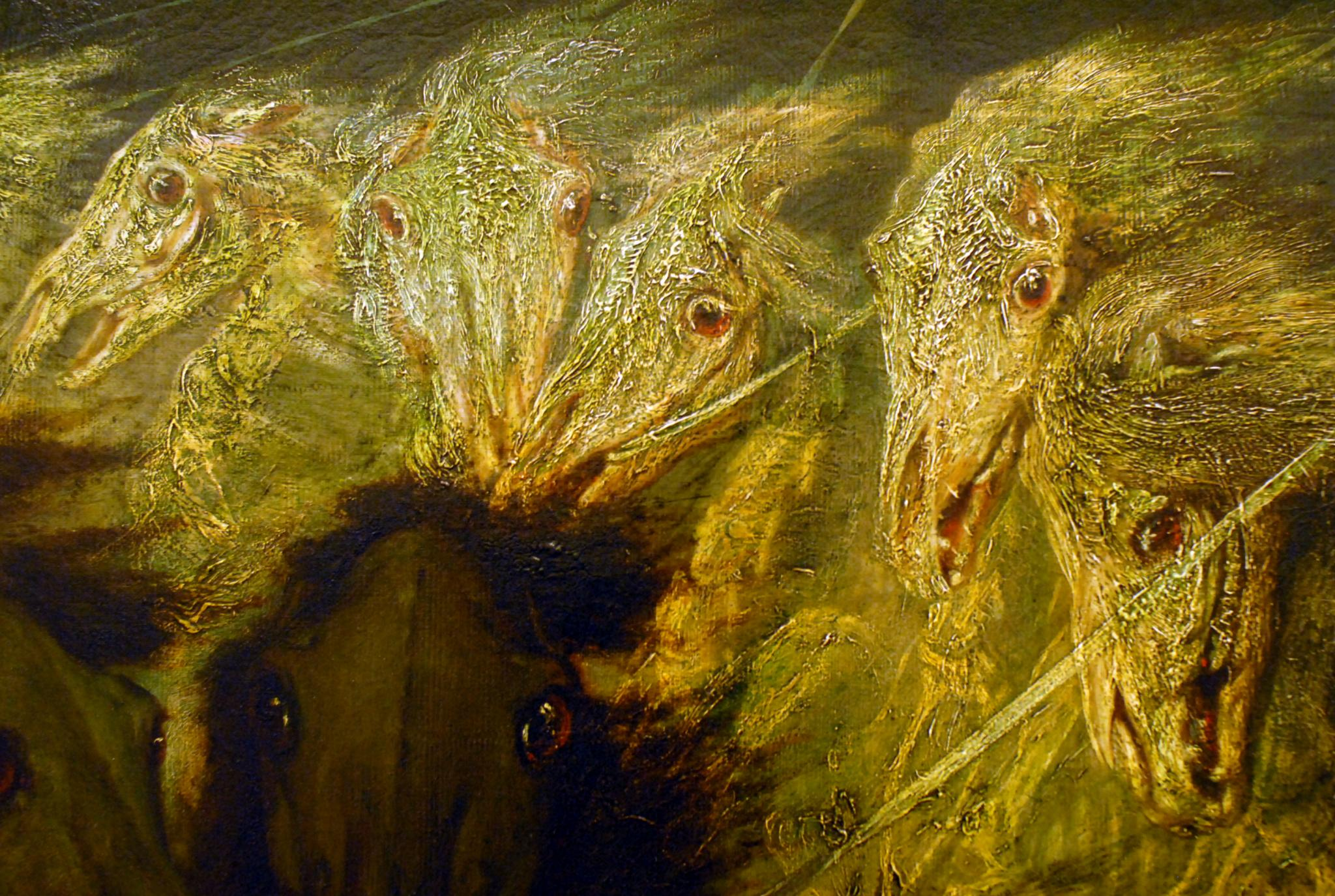
激しい筆致を示す馬の頭部
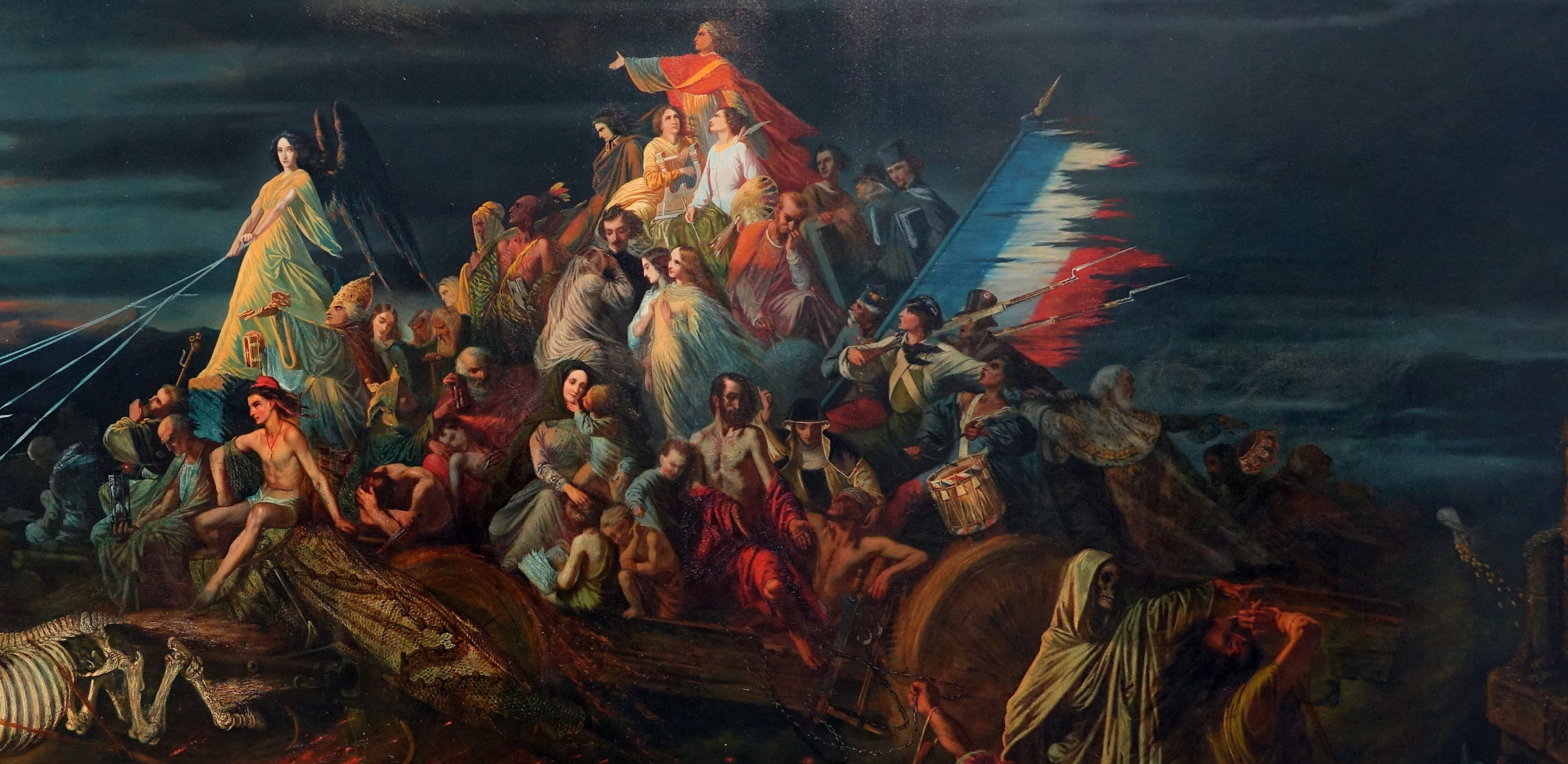
死の天使と乗客
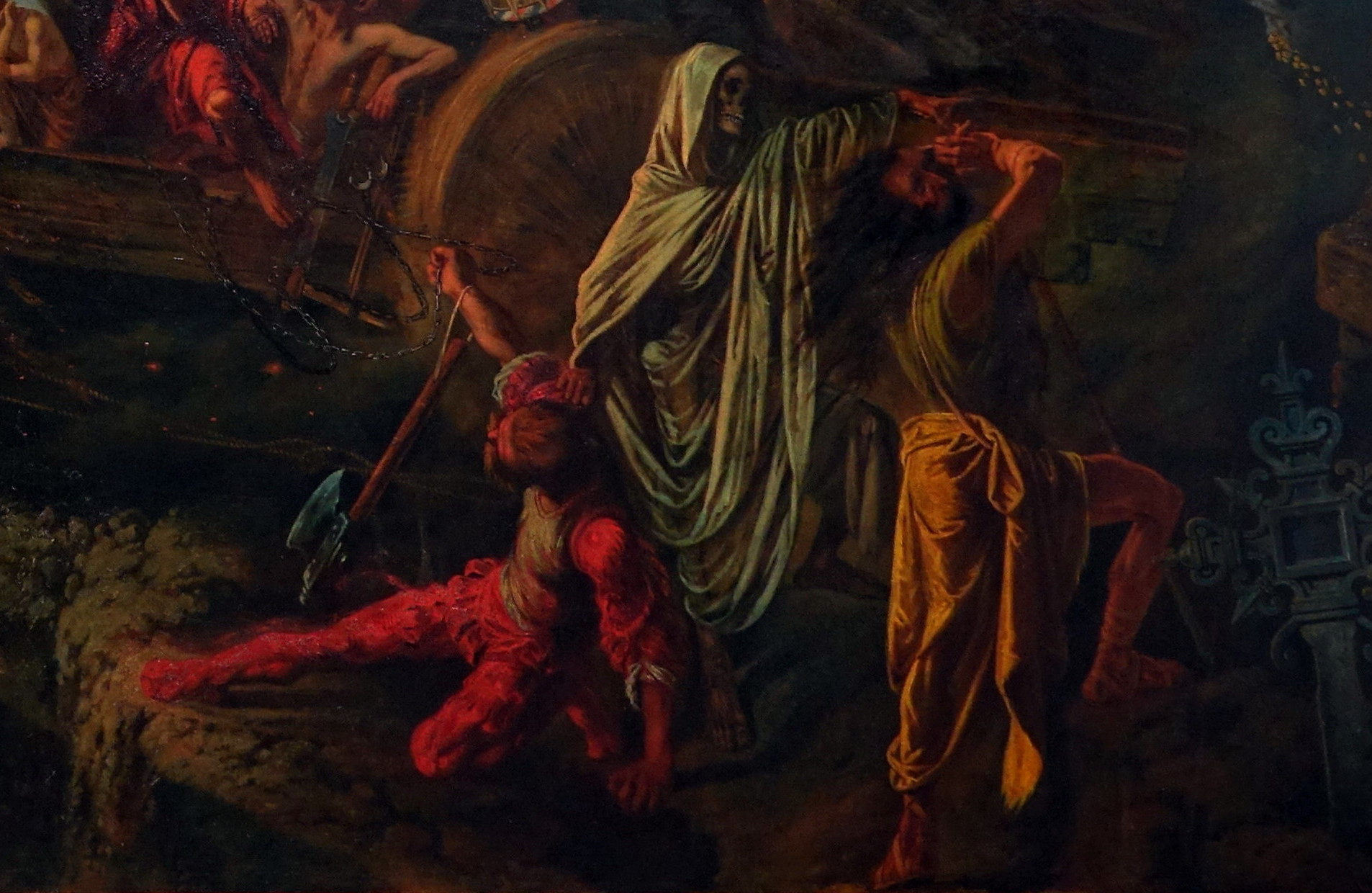
ユダヤ人を追放し死刑執行人を掴む死神
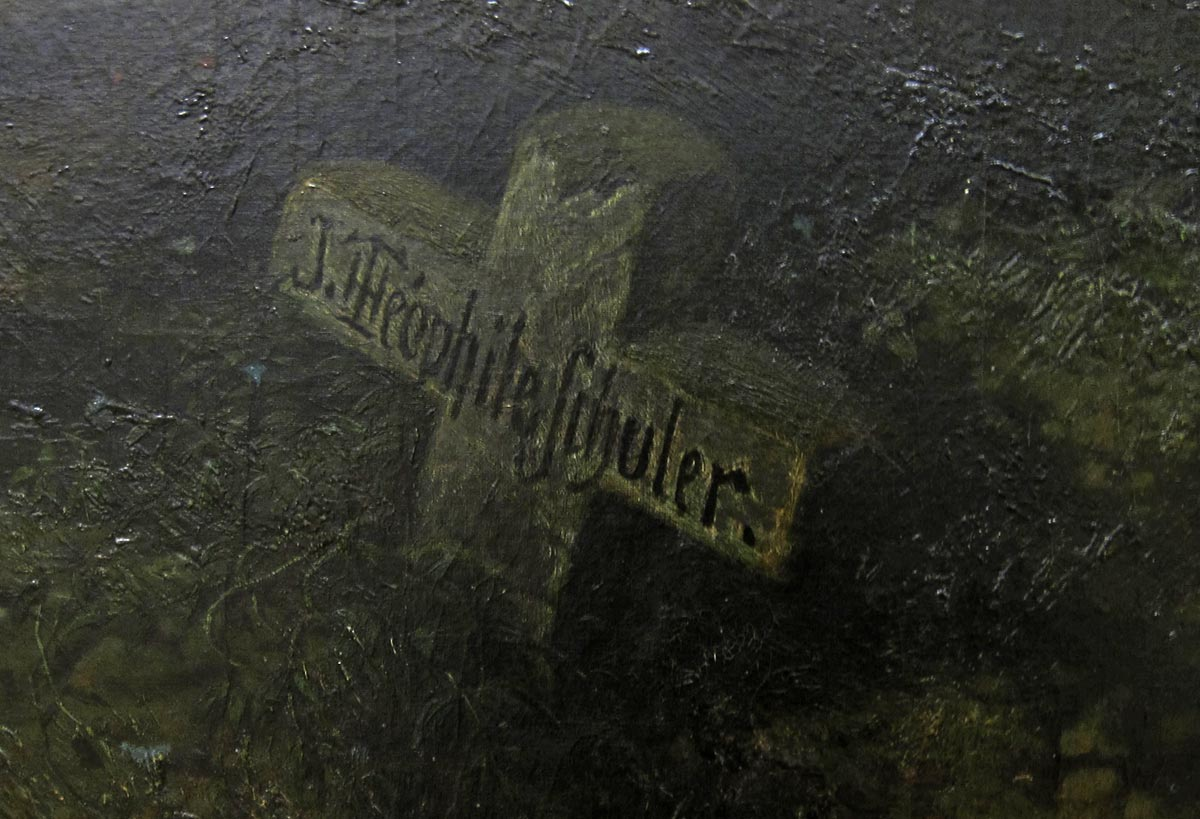
画家の署名がある墓碑の十字架

## 関連作品
- 死の勝利 (ブリューゲル)